# Bethel (Trinidad y Tobago)
Bethel es una localidad de Trinidad y Tobago, que forma parte de la parroquia de St. Patrick.

## Geografía
La localidad abarca parte de la isla de Tobago y limita al norte con Orange Hill, al sur con Bethel-Mt. Gomery (localidad perteneciente a la parroquia de St. Andrew), al este con Bethlehem y al oeste con Old Grange-Sou Sou Lands.

## Demografía
Datos demográficos de la localidad de Bethel:
| Gráfica de evolución demográfica de Bethel entre 2000 y 2011 |
|                                                              |